# Rosalía (canción de Juan Luis Guerra)
"Rosalía" es una canción grabada por Juan Luis Guerra para su séptimo álbum de estudio, Bachata Rosa (1990), siendo la primera canción del disco y lanzado como octavo y último sencillo de este. Fue compuesto y producido por Juan Luis Guerra y su banda 4.40. La canción es un merengue alegre sobre una amante llamada Rosalía. La pista contiene metáforas poéticas y letras que describen que él la ama. Tras el éxito de Bachata Rosa, la pista se trazó dentro de Panama Airplay. Con el tiempo, el tema fue incluido en el álbum en vivo Entre Mar y Palmeras (2021) y sirvió como tema de apertura en el setlist de la gira del mismo nombre.

## Listas
| Lista (1991) | Máxima posición |
| ------------ | --------------- |
| Panamá (UPI) | 5               |